# Atrichotmethis semenovi
Atrichotmethis semenovi är en insektsart som först beskrevs av Zubovski 1899.  Atrichotmethis semenovi ingår i släktet Atrichotmethis och familjen Pamphagidae. Inga underarter finns listade i Catalogue of Life.